# Когда гений терпит поражение: взлёт и падение LTCM
Когда гений терпит поражение: взлёт и падение LTCM (англ. When Genius Failed: The Rise and Fall of Long-Term Capital Management) — книга американского журналиста Роджера Ловенстайна, опубликованная издательством Random House 9 октября 2000 года. В книге рассказывается о создании, успехе, внезапном крахе и срочном субсидировании хедж-фонда LTCM.
Хедж-фонд LTCM был основан несколькими финансистами с Уолл-стрит в 1993 году. Под его управлении находились активы на сумму более 100 миллиардов долларов. На протяжении нескольких лет подряд фонд показывал доходность, значительно превосходящую рыночную. Однако в августе — сентябре 1998 года хедж-фонд внезапно рухнул. В ответ на глубокую обеспокоенность по поводу тысяч деривативных сделок под управлением хедж-фонда, чтобы избежать паники со стороны банков и инвесторов по всему миру, Федеральный резервный банк Нью-Йорка пришёл на помощь LTCM и организовал его спасение с участием различных крупных банков, находившихся под угрозой.
В основе этой книги лежат интервью, проведенные с бывшими сотрудниками LTCM, шести основных банков, участвовавших в спасении, и Федерального резерва, а также неформальное общение по телефону и электронной почте с Эриком Розенфельдом, одним из партнёров-основателей LTCM. По состоянию на 2014 год было выпущено четыре издания на английском языке, пять изданий на японском языке, одно издание на китайском языке, несколько раз издавалась на русском языке.
Книга получила множество наград; среди прочего она была названа Businessweek одной из лучших деловых книг 2000 года.

## Обзор
Книга описывает историю управления фондом LTCM который в своё время управлял активами на сумму свыше 100 миллиардов долларов. Среди управленцев LTCM было несколько бывших университетских профессоров, в том числе два экономиста, удостоенных Нобелевской премии. Книга разделена на два раздела: «Взлёт» и «Падение». Главы 1-6 соответствуют первому разделу, а главы 7-10 — второму. Всего в книге насчитывается 10 глав:
- Глава 1: Меривезер
- Глава 2: Хедж-фонд
- Глава 3: На гребне волны
- Глава 4: Уважаемые инвесторы
- Глава 5: В угаре борьбы
- Глава 6: Нобелевская премия
- Глава 7: «Центральный банк волатильности»
- Глава 8: Обвал
- Глава 9: Человеческий фактор
- Глава 10: В Федеральной резервной системе

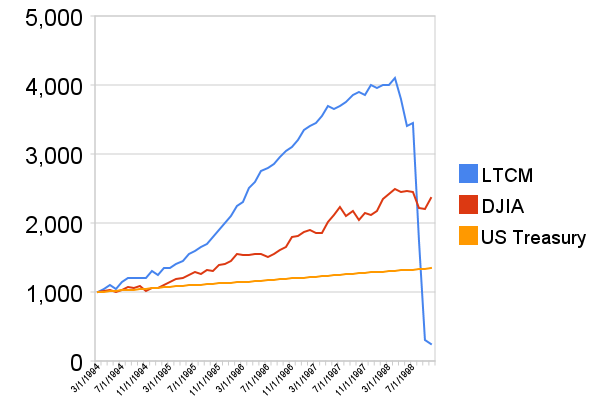
Историческая стоимость $ 1000, инвестированных в LTCM, Промышленный индекс Доу Джонса и ежемесячно инвестированных в казначейские облигации США с постоянным сроком погашения

В период между 1994 и 1998 годом фонд показывал доход по инвестициям свыше 40 % в год. Тем не менее, его стратегия с огромным рычагом и различными формами арбитража с участием более 1 триллиона долларов потерпела крах, и за один месяц LTCM потерял 1,9 миллиарда долларов. В условиях глобального финансового кризиса крах фонда имел бы серьёзные последствия. В итоге в ситуацию вмешался Федеральный резервный банк Нью-Йорка и организовал спасение фонда с участием различных крупных банков, находившихся под угрозой.

## Главные персонажи
- Джон Мериуэзер — глава департамента арбитражных операций LTCM.
- Ларри Хилибранд
- Эрик Розенфельд
- Роберт Мертон
- Майрон Шоулз
- Виктор Хагани
- Джон Корзайн — бывший генеральный директор Goldman Sachs